# Louis Le Chatelier (1853-1928)
Louis Le Chatelier (1853 - 1928) est un ingénieur et industriel français, ingénieur des ponts et chaussées, directeur des Établissements Cail, président de la Société française de constructions mécaniques, vice-président du Comptoir central d'achats industriels.
Il est le fils de Louis Le Chatelier.

## Sources
- cnrs
- patronsdefrance
- Clément Colson, « Louis Le Chatelier, 1853-1928 », 1929